# Hallucination
Hallucination (The Damned) è un film del 1961 diretto da Joseph Losey. Tratto dal romanzo di fantascienza Fossa d'isolamento (The Children of Light) di Henry Lionel Lawrence, fu prodotto dalla casa cinematografica Hammer per la Columbia Pictures.
Il film uscì in Inghilterra nel 1963 e nel 1965 fu distribuito negli USA col titolo esteso These Are the Damned.
Il film, girato nel 1961 al tempo della guerra fredda, quando gli scrittori cercavano di prevedere le conseguenze di una guerra nucleare mondiale e i governi, al tempo in cui si sapeva poco, stanziavano risorse dei contribuenti per prevedere gli effetti delle radiazioni, denuncia in modo didattico il pericolo della contaminazione nucleare.

## Trama
Una banda di Teddy Boys, capeggiata da King, spadroneggia nel centro cittadino di Weymouth. La sorella di King, Joan, è una ladruncola che sottrae il portafoglio a Simon, un ricco turista americano in vacanza lungo la costa meridionale inglese, sul suo yacht, negli anni 1960, il quale invece di denunciarla, se ne innamora e la seduce; interviene il fratello King, geloso, che tenta di separarli ma i due sfuggono col panfilo.
In un laboratorio militare segreto e sotterraneo vivono segregati dei bambini, nati da madri contaminate da sostanze radioattive. I bambini vengono allevati per costituire il nucleo della rinascita del genere umano, dopo una guerra nucleare probabile che sterminerà ogni forma di vita sulla Terra. Il professor Bernard, a distanza, fa da insegnante ai bambini ma rimane nel vago quando si tratta di rispondere alle loro domande sul loro futuro.
Joan e Simon, dopo una breve crociera, per caso capitano lungo una spiaggia, sbarcano a terra e passano la notte in una casa apparentemente abbandonata ma piena di strane statue. Il giorno dopo la banda di King, che li ha fatti seguire, circonda la casa e la coppia, scappando, capita all'ingresso di un passaggio nascosto che conduce nei locali dove vivono i bambini. Li segue anche King. Simon cerca di fare scappare i bambini ma nella fuga si accorge che i bambini sono fortemente radioattivi e chi ne viene a contatto rimane mortalmente contaminato.
Durante la fuga anche Freya Neilson che riversa nelle inquietanti statue che scolpisce (opere vere di Elisabeth Frink) l'ansia della guerra atomica, viene a conoscenza dei bambini.
 I militari riescono a contenere la fuga, rilasciano la coppia che ormai è condannata dalla dose letale di radiazione ricevuta ed eliminano sistematicamente ogni altro testimone.
Rimangono i bambini che gridano ad un mondo indifferente di aiutarli ad essere liberati.
La contrapposizione fra la vita alla giornata degli spensierati teddy boys e la vita dei bambini oppressi dai militari, nella quale si inserisce una storia d'amore, che fin dal suo apparire sembra già destinata al tragico epilogo cui andrà incontro, produce un'atmosfera cupa, che aleggia fino alla fine, quando la coppia contaminata muore in mare e un elicottero militare affonda il panfilo. King, alla guida della sua auto, viene spinto fuori strada dagli elicotteri militari giù da un ponte, dove affoga nel fiume. La scultrice viene uccisa e i bambini condannati a vivere sottoterra in attesa di una catastrofe atomica mondiale.

## Distribuzione
Il film fu fatto uscire nelle sale britanniche dalla Hammer tagliato di una decina di minuti; per l'uscita negli Stati Uniti, subì un taglio ulteriore di 20 minuti.
Venne presentato in Italia, nella "versione inglese" accorciata di 6-7minuti, al Festival internazionale del film di fantascienza di Trieste nel 1964, dove gli fu assegnato il premio Asteroide d'oro.
In Italia, agli inizi degli anni settanta, fu trasmesso in TV, dall'allora "primo canale", con la traduzione del titolo della versione concepita dal regista nel 1961: La Fossa. Ma fu mandata in onda la "versione inglese" con i sottotitoli nelle parti non doppiate.

### Edizioni home video
In Italia il film è stato distribuito per la prima volta in formato DVD dalla Sinister Film in collaborazione con CG Home Video nel gennaio 2013. Tra i contenuti extra, una presentazione del film a cura dello scrittore e critico Luigi Cozzi.

## Riconoscimenti
- Festival internazionale del film di fantascienza di Trieste 1964
  - Asteroide d'oro